# 少年マングース
少年マングース（しょうねんマングース）は、フリーで活動する日本のお笑いコンビ。かつてはホリプロコムに所属していた。

## メンバー
小野里 晋之介（おのざと しんのすけ、1992年7月3日（32歳） - ）
ボケ・ネタ作り担当。
神奈川県横浜市出身。
自身の別れた彼女と相方・はまめが付き合いだした頃、二段ベッドの下ではまめと元カノがイチャイチャしている最中を頻繁に聞いていた。
ホリプロコムへの所属以前、西麻布のクラブでアルバイトしていた経験を持つ。

はまめ（旧芸名及び本名：浜野 武尊〈はまの たける〉1992年8月28日（32歳） - ）
ツッコミ担当。
神奈川県横浜市出身。
相方・小野里とネタ合わせのためずっと一緒にいたのを、以前付き合っていた彼女に嫉妬されてフラれた。

## 来歴
幼稚園からの幼馴染同士によるコンビ。大学時代から同居を始め、3年時には2人とも単位が足りずあと3年かからなければ卒業できないという状況にまで追い込まれたため、考えた選択肢が飲食店・起業・お笑いの3つで消去法によって芸人の道を選ぶ。幼馴染でコンビを組んだ理由は、テレビを見ていて仲良しのコンビは人気があると思い幼馴染の自分たちもイケると思ったから。
競馬で稼いだお金を使って養成所・ホリプロ笑売塾へ入学。お互い競馬は初心者だったが小野里は誕生日馬券を購入して単勝180倍の馬を買ってみると54万円、はまめは複勝90倍で相方と同じ馬を買い45万円儲けていた。
ホリプロ笑売塾を卒業後はホリプロコムへの所属が決まった。そこで約5年間活動を続け2020年11月30日の活動休止に伴ってホリプロコムを退社、再開の時期は未定とのことだったが翌年にはフリーとして再び活動を始める。

## 芸風
主に漫才。

## 出演
- 新春おめでた!しゃべくり一直線（NHKラジオ第1放送）[8]
- ウチのガヤがすみません!（日本テレビ）[9]
- 前略、西東さん（中京テレビ）[10]
- 水曜日のダウンタウン（TBSテレビ）小野里のみ[11]